# いきづらい部!
- ラブライブ!シリーズ
  - イキヅライブ! LOVELIVE! BLUEBIRD > いきづらい部!

『いきづらい部！』（いきづらいぶ）は、メディアミックス作品群『イキヅライブ! LOVELIVE! BLUEBIRD』に登場するスクールアイドル活動を目的とした架空の部活動、およびそれに所属するキャラクターの声を演じる声優達による実在の10人組女性声優ユニットの名称。
本項では声優ユニットとしてのいきづらい部！について解説する。

## 概要
『ラブライブ!シリーズ』作品の『イキヅライブ! LOVELIVE! BLUEBIRD』の主役である、スクールアイドル「いきづらい部！」のメンバーを演じる声優ユニット。

## 略歴
2025年2月2日、イベント『LoveLive! Series Asia Tour 2024 ～みんなで叶える物語～』横浜公演の終演後、新プロジェクト「いきづらい部！」「イキヅライブ！ LOVELIVE! BLUEBIRD」がティザービジュアルと共に発表された。
同年4月28日に公式YouTubeチャンネルが開設され、5月12日にメインキャラクター10人と担当声優、1st Single『What is my LIFE?』のリリックビデオが公開された。
2025年7月21日に開催された『リスアニ！LIVE 2025 ナツヤスミ』にオープニングアクトとして出演し、いきづらい部！として初めての楽曲パフォーマンスを披露した。
2025年7月30日、1st Single『What is my LIFE?』が発売された。

## メンバー
いきづらい部！は、以下の10人で構成される。

### メンバー基本データ一覧
- 標準の順番は公式サイトの紹介順に基づく。クレジット順の欄でソートすると元の順序に戻る。
- 在席サテライト、学年、誕生日、血液型、身長は関連作品の劇中におけるキャラクターのもの。

| クレ ジット 順 | イメージ カラー | 名前/読み                   | 担当声優   | 在籍サテライト | 学年 | 誕生日 | 血液型 | 身長  |
| -------------- | --------------- | --------------------------- | ---------- | -------------- | ---- | ------ | ------ | ----- |
| 1              |                 | たかはし ぽるか 高橋 ポルカ | 綾咲穂音   | 浅草サテライト | 高1  | 8/18   | 不明   | 157cm |
| 2              |                 | あざぶ まい 麻布 麻衣       | 遠藤璃菜   | 浅草サテライト | 高1  | 2/13   | B型    | 154cm |
| 3              |                 | ごとう あきら 五桐 玲       | 宮野芹     | 浅草サテライト | 高1  | 7/9    | O型    | 164cm |
| 4              |                 | こまがた はなび 駒形 花火   | 藤野こころ | 浅草サテライト | 高1  | 6/11   | A型    | 160cm |
| 5              |                 | かなざわ みらくる 金澤 奇跡 | 坂野愛羽   | 福井サテライト | 高2  | 3/2    | AB型   | 152cm |
| 6              |                 | ちょうふ のりこ 調布 のりこ | 瀬古梨愛   | 福井サテライト | 高1  | 4/4    | B型    | 153cm |
| 7              |                 | はるみや ゆくり 春宮 ゆくり | 奥村優季   | 梅田サテライト | 高1  | 9/22   | B型    | 165cm |
| 8              |                 | このはな おーろら 此花 輝夜 | 天沢朱音   | 梅田サテライト | 高2  | 1/3    | O型    | 162cm |
| 9              |                 | やまだ みどり 山田 真緑     | 小戸森穂花 | 梅田サテライト | 高1  | 5/7    | A型    | 155cm |
| 10             |                 | ささき しおん 佐々木 翔音   | 涼ノ瀬葵音 | 仙台サテライト | 高1  | 11/11  | ?      | ?     |

## 作品

### シングル

#### ナンバリングシングル
|     | 発売日        | タイトル         | アーティスト名 | 規格品番                     | 最高位 |
| --- | ------------- | ---------------- | -------------- | ---------------------------- | ------ |
| 1st | 2025年7月30日 | What is my LIFE? | いきづらい部！ | LACM-34705（初回生産限定盤） | 11位   |
| 1st | 2025年7月30日 | What is my LIFE? | いきづらい部！ | LACM-24705（通常盤）         | 11位   |

## 出演番組

### インターネットテレビ番組（公式放送）
2025年6月17日より、YouTube LIVE、バンダイチャンネル、bilibiliにて配信されている。
| 放送日  | タイトル                                               | 出演者         |
| 2025年  | 2025年                                                 | 2025年         |
| ------- | ------------------------------------------------------ | -------------- |
| 6月17日 | イキヅLIVE配信～いきづらい部？何それ？知らん！らん！～ | いきづらい部！ |
| 7月24日 | イキヅLIVE配信～なんにもないならみんなで作ろう！～     | いきづらい部！ |

## ライブ・イベント

### ソロイベント
| 公演年 | タイトル                                                      | 出演メンバー   | 出演日・会場                                  |
| ------ | ------------------------------------------------------------- | -------------- | --------------------------------------------- |
| 2025年 | いきづらい部！ 1st Single「What is my LIFE?」発売記念イベント | いきづらい部！ | 7月18日 サンシャインシティ 噴水広場（東京都） |
| 2025年 | いきづらい部！ 1st Single「What is my LIFE?」発売記念イベント | いきづらい部！ | 8月15日 あべのキューズモール（大阪府）        |

### ゲスト出演ライブ・イベント
| 公演年 | タイトル                                                         | 出演メンバー   | 出演日・会場                                           | 備考       |
| ------ | ---------------------------------------------------------------- | -------------- | ------------------------------------------------------ | ---------- |
| 2025年 | リスアニ！LIVE 2025 ナツヤスミ                                   | いきづらい部！ | 7月12日・13日 パシフィコ横浜 国立大ホール （神奈川県） | [ 注釈 1 ] |
| 2025年 | U-NEXT MUSIC FES LoveLive! Series EXPO 2025 STAGE ～Right now!～ | いきづらい部！ | 8月14日 EXPOアリーナ「Matsuri」 （大阪府）             | [ 注釈 1 ] |

### ユニットメンバー
1. 1 2 3 4  高橋ポルカ（綾咲穂音）、麻布麻衣（遠藤璃菜）、五桐玲（宮野芹）、駒形花火（藤野こころ）、金澤奇跡（坂野愛羽）、調布のりこ（瀬古梨愛）、春宮ゆくり（奥村優季）、此花輝夜（天沢朱音）、山田真緑（小戸森穂花）、佐々木翔音（涼ノ瀬葵音）